# Championnat de la Méditerranée d'échecs
Le championnat de la Méditerranée d'échecs est un championnat ouvert aux principaux joueurs d' échecs des nations membres de l'Association méditerranéenne des échecs et à des joueurs invités. L'Association méditerranéenne des échecs est créée lors du 73e Congrès de la FIDE à Bled, en Slovénie, et enregistrée auprès de la FIDE en tant qu'organisation d'échecs internationale affiliée
Il n'y a pas eu de championnat méditerranéen d'échecs en 2010, 2011 ni 2013.

## Vainqueurs du championnat
| #  | Année | Ville        | Champion mixte            | Championne                 |
| -- | ----- | ------------ | ------------------------- | -------------------------- |
| 1  | 2003  | Beyrouth     | Spyrios Kapnisis          | Silvia Collas              |
| 2  | 2004  | Antalya      | Mert Erdoğdu              | Vesna Rožič                |
| 3  | 2005* | Kemer        | Suat Atalık               | Ekaterina Atalık           |
| 4  | 2006* | Cannes       | Suat Atalık               | Yelena Dembo               |
| 5  | 2007  | Sousse       | Darko Dorić               | Ljilja Drljevic            |
| 6  | 2008* | Antalya      | Ioannis Georgiadis        | Jovana Vojinovic           |
| 7  | 2009  | Rijeka       | Ahmed Adly                | Anna-Maria Botsari         |
| 8  | 2012* | Beyrouth     | Jwan Bakr                 | Ekateríni Pavlídou         |
| 9  | 2014  | Chania       | Bassem Amin               | Mona Khaled[2]             |
| 10 | 2015  | Beyrouth     | Ahmed Adly                | Sophie Milliet[3]          |
| 11 | 2021  | Petrovac     | Ivan Šarić                | Stavroula Tsolakidou[4]    |
| 12 | 2022  | Le Caire     | Dimitris Alexakis         | Haritomeni Markantonaki[5] |
| 13 | 2023  | Platja d'Aro | Gines Esteo Pedro Antonio | Makka Evanthia[6]          |
* Remarque: édition organisée au début de l'année suivante.